# إيغور زوبيلديا
إيغور زوبيلديا (بالإسبانية: Igor Zubeldia) (30 مارس 1997 بأثكويتيا في إسبانيا - ) هو لاعب كرة قدم إسباني في مركز الوسط. لعب مع ريال سوسيداد.

## روابط خارجية
- إيغور زوبيلديا على موقع الاتحاد الأوربي (الإنجليزية)
- إيغور زوبيلديا على موقع إي إس بي إن إف سي (الإنجليزية)
- إيغور زوبيلديا على موقع قاعدة بيانات كرة القدم.إي يو (الإنجليزية)
- إيغور زوبيلديا على موقع ليكيب (الفرنسية)
- إيغور زوبيلديا على موقع Soccerbase.com (لاعب) (الإنجليزية)
- إيغور زوبيلديا على موقع Soccerway.com (الإنجليزية)
- إيغور زوبيلديا على موقع عالم كرة القدم.نت (الإنجليزية)
- إيغور زوبيلديا على موقع AS.com (الإسبانية)